# Quelimane
Quelimane je grad i luka u Mozambiku. Glavni je i najveći grad pokrajine Zambezia. Nalazi se u blizini ušća rijeke Rio dos Bons Sinais, koju je 1498. otkrio Vasco da Gama.
Prije dolaska Europljana područjem su vladali muslimanski trgovci, koji su držali i tržnicu roblja. Za kolonijalne je vladavine Quelimane postao važna luka za izvoz čaja, kokosa i drugih poljoprivrednih proizvoda. 
Quelimane je 2007. imao 193.343 stanovnika, čime je bio sedmi po veličini grad Mozambika. Lokalno stanovništvo govori portugalski, maindo i chuwabu.
Povezan je željezničkom prugom s gradom Mocuba u unutrašnjosti zemlje.